# أجيريا متباينة الأسدية
أجيريا متباينة الأسدية (الاسم العلمي:Egeria heterostemon) هي نوع من النباتات يتبع جنس الأجيريا من الفصيلة الحب المائية.